# Spider-Girl (personajes)
Spider-Girl es el nombre en clave de varios personajes ficticios en cómics publicados por Marvel Comics. La versión más destacada y la primera en recibir una serie en curso es Mayday Parker del universo MC2, la segunda versión es Anya Corazon y la tercera versión es Gwen Warren, las dos últimas ambas del universo Tierra-616. Varias encarnaciones del personaje en realidades alternativas también han recibido notoriedad, incluidas Ultimate Spider-Girl, Ashley Barton, Betty Brant, April, Penélope y Petra Parker y Charlotte Morales.

## Historial de publicación
La primera Spider-Girl retratada, Mayday Parker, apareció por primera vez en una historia de un solo disparo en la serie en curso What If. Tras una respuesta positiva de los fanáticos al concepto, Spider-Girl y otras dos series (A-Next y J2) en el mismo universo del futuro alternativo se lanzaron bajo la marca MC2 con The Amazing Spider-Girl y Spectacular Spider-Girl. El 8 de noviembre de 2008, Marvel EIC Joe Quesada confirmó que Spider-Girl se convertiría en una característica de la revista mensual de antología Amazing Spider-Man Family. La serie reemplazaría la característica "Mr. and Mrs. Spider-Man ", escrito por DeFalco, que sirvió como una serie de precuela del universo Spider-Girl. El título continuaría publicándose simultáneamente en papel en Amazing Spider-Man Family. Amazing Spider -Man Family # 5 (publicado de abril de 2009) a # 8 (julio de 2009) contenía estas historias de Spider-Girl hasta la cancelación del título con el número # 8. Seguido de un último cuento de Spider Girl, Spider-Girl: The End.
En noviembre de 2010, se lanzó una nueva serie de Spider-Girl que estaba desconectada del universo MC2. El título de MC2 Spider-Girl se canceló, superando las expectativas de la editorial de la longevidad. La nueva serie presentó a un nuevo personaje, Anya Corazon, cuyas aventuras tuvieron lugar en la Tierra 616. La serie fue cancelada después de sólo ocho números. No se dio ninguna razón oficial para la cancelación. Este personaje regresó para una serie limitada de "Spider Island".
Una segunda Spider-Girl Tierra-616 se presentó en Avenging Spider-Man #16 (enero de 2013),antes de regresar una década después en X-Men Unlimited Infinity Comic #69 (enero de 2023) bajo el nombre "Gwen Warren", asumiendo el manto de Spider-Girl como miembro de los X-Men.

## Spider-Girls

### Mayday Parker
La hija de Peter Parker y Mary Jane Watson del universo MC2.

### April Parker
Antes de llamarse a sí misma "Mayhem", el clon de Mayday, April, se hace llamar Spider-Girl, y los dos comparten el manto.

### Anya Corazon
Una superheroína latina que originalmente se hacía llamar Araña (Araña) y ocasionalmente se hace llamar Spider-Girl.

### Gwen Warren
La hija mutante de Scott Summers, Gwen Stacy y Ana Soria, criada por Chacal usando tecnología robada de Mr. Siniestro, la recién nacida Spider-Girl lucha contra el  Superior Spider-Man Otto Octavius y los X-Men en la forma de un 30 pies, híbrido humano-araña, que se asemeja a una araña de jardín gigante con ojos humanos capaces de disparar rayos oculares, antes de volver a su tamaño normal con sensibilidad, al tamaño físico de una niña humanoide de doce años.Más tarde, se inscribe y abandona la Escuela Jean Grey para Estudios Superiores bajo el nombre de "Gwen Warren", antes de mudarse a Krakoa para ponerse en contacto con su padre, convirtiéndose en miembro de X-Men Green como el superhéroe. Spider-Girl, capaz de convertirse en una araña gigante y en una "niña araña" con un solo pensamiento.

## Otras versiones

### Betty Brant
En "What If Someone Else Besides Spider-Man Had Been Bitten By The Radioactive Spider?", Betty Brant es una de los tres candidatos, junto con Flash Thompson y John Jameson, que es mordido por la araña radiactiva que le dio a Spider-Man sus poderes. Después de confiar en Peter, y con su ayuda, comienza a luchar contra el crimen bajo el nombre de "The Amazing Spider-Girl", con una máscara similar a la de Spider-Man pero con un disfraz muy diferente. Una vez, no logra detener a cierto delincuente, quien posteriormente asesina al tío de Peter, Ben. El shock por las consecuencias de su fracaso hace que Betty abandone su identidad de Spider-Girl, aunque Peter asume más tarde la identidad de Spider-Man al recrear sintéticamente e ingerir el veneno de la araña irradiado.Esta encarnación también aparece en los eventos "Spider-Verse" y "End of the Spider-Verse".

### Ultimate Marvel
Se presenta una versión Ultimate Marvel de Spider-Girl/Spider-Woman con la continuidad Ultimate. Esta versión, conocida por varios nombres, es un clon con intercambio de género del Peter Parker del Ultimate Universe, con todos sus recuerdos, desde su perspectiva de haberse acostado un día como niño y despertarse al día siguiente como una niña. Inicialmente conocida como Spider-Girl/Spider-Woman, se une a los Vengadores y asume el manto de Black Widow, antes de volver a su nombre original.
En Ultimate Spider-Man #200 se muestra un vistazo a la futura Kitty Pryde, quien en algún momento se convertirá en Spider-Girl.

### Ashley Barton
En las páginas de Viejo Logan, Ashley es la hija de Tonya Parker y Hawkeye a quienes no les gustaba la forma en que Kingpin dirigía Hammer Falls. Ella se convierte en "Spider-Bitch", se alía con un nuevo Punisher y Daredevil, y planea recuperar Hammer Falls, solo para que el grupo sea capturado y Daredevil y Punisher sean alimentados con los dinosaurios carnívoros.Hawkeye saca a su hija de su celda, después de lo cual Ashley inmediatamente decapita a Kingpin, lo que venga la muerte de Daredevil y Punisher.Luego intenta matar a su padre, antes de asumir el control de Hammer Falls como el nuevo Kingpin.El viejo Logan rescata a Hawkeye mientras Ashley envía a sus hombres tras ellos.
El personaje aparece en las historias de "Spider-Verse" y Spider-Geddon, ahora referida con el apellido de su padre como Ashley Barton, y alternativamente conocida como "Spider-Girl" y "Spider-Woman" debido a la naturaleza familiar de la narrativa, y se encuentra entre los personajes impulsados por arañas que son reclutados por el Superior Spider-Man (la mente del Doctor Octopus en el cuerpo de Peter Parker) para ayudar a luchar contra los Herederos, antes de regresar a Wastelands en "Venomverso" y "Viejo Quill".

### Penélope Parker
Introducida en "Spider-Verse", Penélope Parker es la Spider-Girl de Tierra-11 de 11 años, que está enamorada de Mary Jane Watson.

### Charlotte Morales
Charlotte, la famosa hija de Gwen Stacy y Miles Morales de Tierra-8, opera como Spider-Girl junto a su hermano Max como Spider-Boy.

## En otros medios

### Televisión
- Una versión alternativa del universo de Spider-Girl llamada Petra Parker aparece en Ultimate Spider-Man: Web Warriors con la voz de Olivia Holt. En el episodio "El Univers-Araña, Parte 1", cuando Spider-Man viaja a otros universos de Marvel al perseguir al Duende Verde, va a Nueva York donde es opuesto y ahí conoce a Spider-Girl (opuesta a Spider-Man) conocida como Petra Parker, al enfrentarse a la Duende Verde. Aparece nuevamente en el episodio "El Univers-Araña, Parte 4", reuniéndose con otras arañas de otros universos llamándose la Red de Guerreros.
  - Una versión futura alternativa de Petra como Cyborg Spider-Woman regresa en el largometraje Spider-Man: Across the Spider-Verse.
- Anya Corazon / Spider-Girl aparece en Spider-Man, con la voz de Melanie Minichino.[13]Apareciendo por primera vez en "Horizon High" Pt. 1,[14]ella es representada como una de las mejores estudiantes en Horizon High. Ella adoptó el disfraz de Spider-Girl en el arco de cuatro partes de la temporada dos "Bring on the Bad Guys".[15]
- Anya Corazón/Spider-Girl aparece en Marvel Super Hero Adventures, con la voz de Gigi Saul Guerrero.

### Películas
Varias encarnaciones de Spider-Girl aparecen en Spider-Man: Across the Spider-Verse (2023):
- Mayday Parker, la hija pequeña de Peter B. Parker y Mary Jane Parker de Tierra-616B.[16]
  - Mayday Parker, una adulta con heterocromía iridum que actúa como Spider-Girl y miembro de la Spider-Society de Miguel O'Hara.[16]
  - April Parker, un clon adulto de Mayday que opera como una Spider-Girl vestida de azul y miembro de la Spider-Society de Miguel O'Hara.[16]
- Anya Corazon, una adulta musculosa de pelo corto que actúa como una Spider-Girl con armadura azul y miembro de la Spider-Society de Miguel O'Hara.[17][18]
  - Anya Corazon, una versión de Spider-Girl vestida de blanco y negro que aparece como uno de los Spider-People que persigue a Miles.[19]
- Betty Brant, una versión de Spider-Girl con traje palmeado que aparece como uno de los Spider-People que persigue a Miles.[19]

### Novelas
- Una versión alternativa más antigua y más cínica de May Parker / Spider-Girl aparece en la novela del equipo Spider-Man / X-Men, Time's Arrow 3: The Future por Tom DeFalco y Rosemary Edghill (ISBN 0-425-16500-0). En esa novela, Spider-Man viaja al futuro alternativo conocido por Iron Man 2020 (Arno Stark). La Tierra de este universo es designada como Tierra-8410. En esta realidad, Spider-Girl lleva un traje casi idéntico al de Jessica Drew, excepto que los colores se han modificado para que se parezcan al traje de Spider-Man. Ella tiene la capacidad de disparar explosiones de veneno y telas.

### Videojuegos
- Spider-Girl apareció como uno de los disfraces alternativos de Spider-Woman en el juego de acción y multiplataforma Marvel: Ultimate Alliance.
- Spider-Girl aparece en Spider-Man: Shattered Dimensions. Ella se muestra brevemente en la imagen de Madame Web de dimensiones alternativas.
- Spider-Girl es un personaje jugable en Marvel Super Hero Squad Online.
- Ambas versiones de Spider-Girl aparecen como Spider-Girl en Spider-Man Unlimited, un juego endless runner para dispositivos de mano iOS y Android. Mayday Parker es la voz de Laura Bailey.[20][21]
- Spider-Girl se puede jugar en el juego de Facebook en línea Marvel: Avengers Alliance.
- Ultimate Spider-Woman, conocida como "Spider-Girl", aparece como un personaje jugable en Lego Marvel Vengadores a través del paquete DLC Spider-Man.[22]
- Spider-Girl se menciona en el videojuego Spider-Man de 2018 como una broma, cuando Mary Jane le pide a Peter que sea su compañero.

### Varios
Peter Parker # 1–4 (marzo-junio de 2010) presenta un grupo de defensa de Spider-Man conocido como Spider-Girls en "La vida privada de Peter Parker", que consta debecky, Emma Paley y Leila Goldberg, que dirige un centro de servicios comunitarios en honor de Spider-Man, se opuso en el merchandising mediante Teri Hillman, que también se hace llamar Spider-Girl, y los cuatro llegan a la paz y, en última instancia, todos son conocidos como Spider-Girls al final de la historia.